# 船橋市の学校一覧
船橋市の学校一覧（ふなばししのがっこういちらん）は千葉県船橋市にある学校教育の施設、および学校教育以外の教育施設をとりまとめたもの。

## 船橋市総合教育センター
船橋市総合教育センターは市内東町に位置し、船橋市教育委員会の中心的な施設となっていて教育相談室も置かれている。また、同センター内に市の視聴覚センターやプラネタリウム館などもある。
- アクセス
  - 船橋新京成バス（津田沼駅～千葉病院～東船橋駅）飯山満入口停留所下車すぐ
  - JR総武本線、東船橋駅下車徒歩約15分

## 幼稚園
船橋市に公立の幼稚園はなく、すべてが私立幼稚園。船橋市内には43の私立幼稚園がある。
| - 私立幼稚園 - 船橋幼稚園 - 恵楓幼稚園 - 二葉幼稚園 - 山野幼稚園 - 葛飾幼稚園 - すずらん幼稚園 - 冨士見幼稚園 - 日の丸幼稚園 - 大浜幼稚園 - 船橋ひまわり幼稚園 - 習志野台幼稚園 - 不二幼稚園 - 二和ひつじ幼稚園 - 船橋いづみ幼稚園 - コスモス幼稚園 - 富士見第二幼稚園 - シオン幼稚園 - 木の実幼稚園 - 西船幼稚園 - 中台幼稚園 - 古和釜幼稚園 - 神明幼稚園 | - - 若松幼稚園 - 船橋小鳩幼稚園 - 第二船橋ひまわり幼稚園 - 清和幼稚園 - 八木ヶ谷幼稚園 - みどり台幼稚園 - 木戸脇幼稚園 - 健伸幼稚園 - たきのい幼稚園 - すずみ幼稚園 - 海神幼稚園 - 金杉幼稚園 - 健伸行田幼稚園 - 飯山満幼稚園 - みのり第二幼稚園 - 栄光幼稚園 - 船橋ひかり幼稚園 - ひなぎく幼稚園 - 瑞穂幼稚園 - 英進幼稚園 - 夏見台幼稚園 |

## 小中学校
2023年4月現在、市内には船橋市立の小学校55校と中学校26校。私立小学校と中学校が1校ずつある。

### 小学校
- 船橋市立船橋小学校
- 船橋市立湊町小学校
- 船橋市立南本町小学校
- 船橋市立宮本小学校
- 船橋市立若松小学校
- 船橋市立峰台小学校
- 船橋市立市場小学校
- 船橋市立海神小学校
- 船橋市立西海神小学校
- 船橋市立海神南小学校
- 船橋市立葛飾小学校
- 船橋市立小栗原小学校
- 船橋市立八栄小学校
- 船橋市立夏見台小学校
- 船橋市立高根小学校
- 船橋市立高根東小学校
- 船橋市立金杉小学校
- 船橋市立三咲小学校
- 船橋市立二和小学校
- 船橋市立八木が谷小学校
- 船橋市立八木が谷北小学校
- 船橋市立咲が丘小学校
- 船橋市立金杉台小学校
- 船橋市立法典小学校
- 船橋市立丸山小学校
- 船橋市立法典東小学校
- 船橋市立法典西小学校
- 船橋市立塚田小学校
- 船橋市立塚田南小学校
- 船橋市立行田西小学校
- 船橋市立行田東小学校
- 船橋市立前原小学校
- 船橋市立中野木小学校
- 船橋市立二宮小学校
- 船橋市立飯山満小学校
- 船橋市立飯山満南小学校
- 船橋市立芝山東小学校
- 船橋市立芝山西小学校
- 船橋市立七林小学校
- 船橋市立薬円台小学校
- 船橋市立薬円台南小学校
- 船橋市立田喜野井小学校
- 船橋市立三山小学校
- 船橋市立三山東小学校
- 船橋市立高根台第二小学校
- 船橋市立高根台第三小学校
- 船橋市立高郷小学校
- 船橋市立古和釜小学校
- 船橋市立習志野台第一小学校
- 船橋市立習志野台第二小学校
- 船橋市立坪井小学校
- 船橋市立大穴小学校
- 船橋市立大穴北小学校
- 船橋市立豊富小学校
- 船橋市立小室小学校
- 千葉日本大学第一小学校（私立）

### 中学校
- 船橋市立船橋中学校
- 船橋市立湊中学校
- 船橋市立宮本中学校
- 船橋市立若松中学校
- 船橋市立海神中学校
- 船橋市立葛飾中学校
- 船橋市立行田中学校
- 船橋市立法田中学校
- 船橋市立旭中学校
- 船橋市立御滝中学校
- 船橋市立高根中学校
- 船橋市立八木が谷中学校
- 船橋市立前原中学校
- 船橋市立二宮中学校
- 船橋市立飯山満中学校
- 船橋市立芝山中学校
- 船橋市立七林中学校
- 船橋市立三田中学校
- 船橋市立三山中学校
- 船橋市立高根台中学校
- 船橋市立習志野台中学校
- 船橋市立古和釜中学校
- 船橋市立坪井中学校
- 船橋市立大穴中学校
- 船橋市立豊富中学校
- 船橋市立小室中学校
- 千葉日本大学第一中学校（私立）

## 高等学校
※以下は最初の（）内を設置過程とし、次の（）内を設置科とする。（五十音順）
- 県立高等学校
  - 千葉県立船橋高等学校（全日制・定時制）（普通科・理数科）
  - 千葉県立船橋旭高等学校（全日制）（普通科）
  - 千葉県立船橋北高等学校（全日制）（普通科）
  - 千葉県立船橋古和釜高等学校（全日制）（普通科）
  - 千葉県立船橋芝山高等学校（全日制）（普通科）
  - 千葉県立船橋豊富高等学校（全日制）（普通科）
  - 千葉県立船橋西高等学校（全日制）（普通科）
  - 千葉県立船橋東高等学校（全日制）（普通科）
  - 千葉県立船橋二和高等学校（全日制）（普通科）
  - 千葉県立船橋法典高等学校（全日制）（普通科）
  - 千葉県立薬園台高等学校（全日制）（普通科・園芸科）

- 市立高等学校
  - 船橋市立船橋高等学校（全日制）（普通科・体育科・商業科）

- 私立高等学校
  - 千葉日本大学第一高等学校（全日制）（普通科）
  - 東京学館船橋高等学校（全日制）（普通科・情報ビジネス科・食物調理科・美術工芸科）
  - 東葉高等学校（全日制）（普通科）
  - 日本大学習志野高等学校（全日制）（普通科）
  - 中山学園高等学校（通信制）（普通科）

## 大学
- 東京医療保健大学 船橋キャンパス （千葉看護学部）
- 東邦大学 習志野キャンパス （薬学部、理学部）
- 日本大学 船橋キャンパス（理工学部、薬学部、短期大学部）
  - 日本大学 津田沼キャンパス（実際の住所登録は習志野市だが、船橋市により緊急災害避難場所に指定されている。これは同大学敷地が船橋市と習志野市にまたがる為）

## 特別支援学校
- 千葉県立船橋特別支援学校
- 千葉県立船橋夏見特別支援学校
- 船橋市立船橋特別支援学校

## 専修学校
- 船橋市立看護専門学校
- ユニバーサルビューティーカレッジ
- 船橋情報ビジネス専門学校

## 学校教育以外の施設

### 児童福祉施設
2007年3月現在、児童福祉法に基づく児童福祉施設として、市内には市立保育所が27か所、私立保育所が30か所、合計57か所の保育所がある。
特徴として、市外居住者の保育を特例として認めている。
| - 市立保育所 - 船橋市立宮本第一保育園 - 船橋市立宮本第二保育園 - 船橋市立若松保育園 - 船橋市立湊町保育園 - 船橋市立千鳥保育園 - 船橋市立中央保育園 - 船橋市立本町保育園 - 船橋市立海神第一保育園 - 船橋市立海神第二保育園 - 船橋市立西船保育園 - 船橋市立本中山保育園 - 船橋市立行田保育園 - 船橋市立夏見第一保育園 - 船橋市立夏見第二保育園 | - - 船橋市立若葉保育園 - 船橋市立高根保育園 - 船橋市立金杉台保育園 - 船橋市立二和保育園 - 船橋市立三山保育園 - 船橋市立二宮保育園 - 船橋市立習志野台第一保育園 - 船橋市立習志野台第二保育園 - 船橋市立高根台保育園 - 船橋市立緑台保育園 - 船橋市立芝山第一保育園 - 船橋市立小室保育園 - 船橋市立浜町保育園 |

| - 私立保育所 - めぐみ保育園 - 中山あけぼの保育園 - ひばり保育園 - 杉の子保育園 - しらゆり保育園 - あすなろ保育園 - たかね台ベビーホーム保育園 - まこと保育園 - かもめ保育園 - かもめ保育園（芝山分園） - てまり保育園 - 船橋旭保育園 - みどり保育園 - 三山つくし保育園 - やまびこ保育園 | - - 弥生保育園 - 前原保育園 - 前原ひまわり保育園 - ナーサリー保育園 - アンデルセン保育園 - アンデルセン第二保育園 - 西船みどり保育園 - アリスなかよし保育園 - 田喜野井旭保育園 - ロータス保育園 - 海神南保育園 - 三咲小鳩保育園 - 三咲小鳩保育園（こばとマミーハウス分園） - プレスクール・ベル保育園 - 夏見台保育園 |

### 職業訓練施設
- 千葉県立船橋高等技術専門校（職業能力開発促進法に基づく職業能力開発校）

### 文教研修施設
- 税務大学校東京研修所（国税庁の施設等機関で文教研修施設）